# Sint-Antonius van Paduakerk (Vianen)

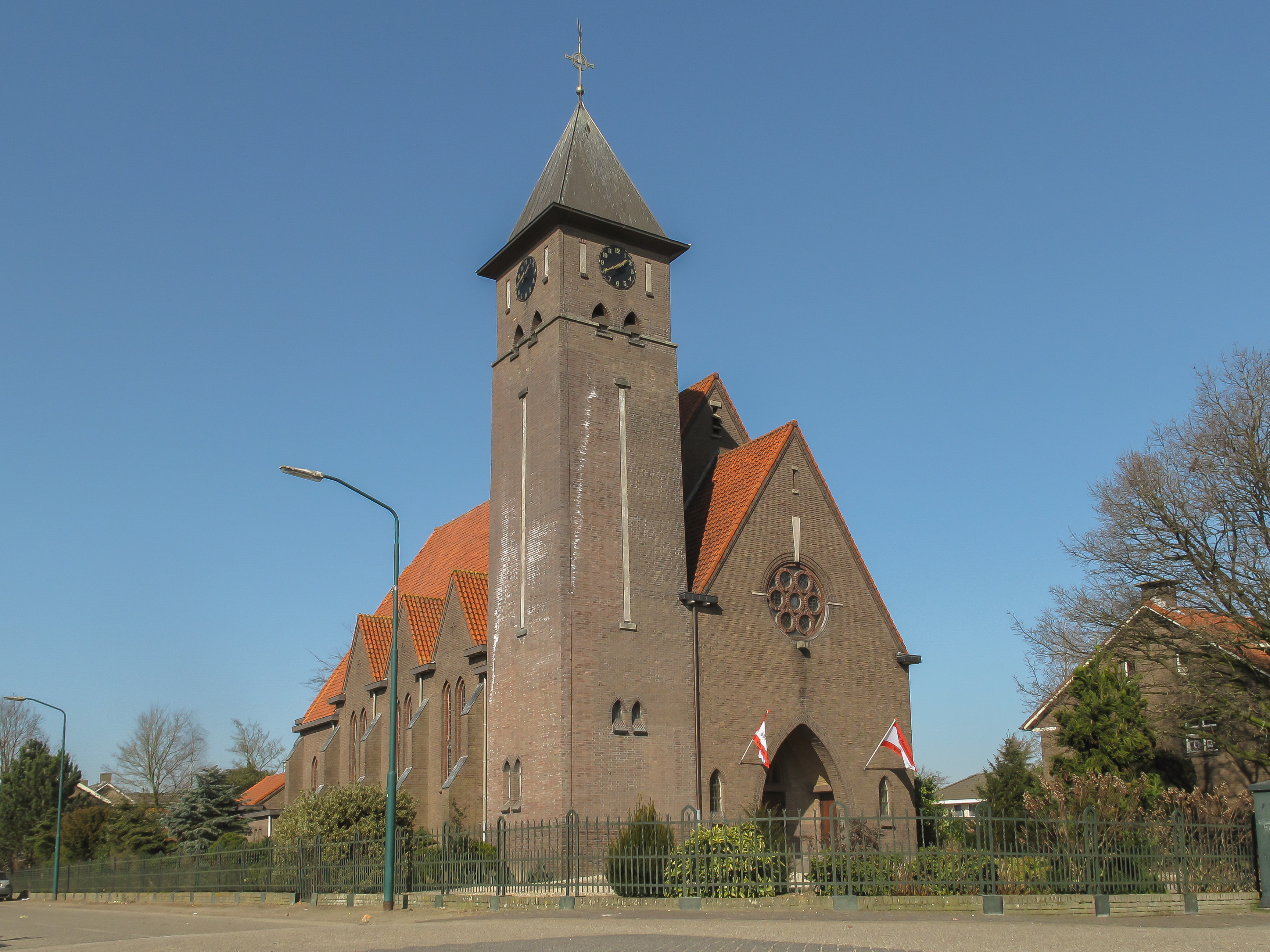
Sint-Antonius van Paduakerk

De Sint-Antonius van Paduakerk was de parochiekerk van de tot de Noord-Brabantse gemeente Land van Cuijk behorende plaats Vianen, gelegen aan de Franssenstraat 62.

## Geschiedenis
De geschiedenis van de parochie van Vianen ving aan in 1930 toen er een katholieke lagere school werd gesticht. In 1931 kwam er ook een parochie tot stand met een eigen kerkgebouw dat ontworpen was door Martinus van Beek. De parochie ging uiteindelijk weer op in de Sint-Martinusparochie te Cuijk. De kerk werd in 2018 aan de eredienst onttrokken nadat hij in 2017 was verkocht. De gelovigen komen sindsdien bijeen in het plaatselijke buurthuis. In de kerk werd een bedrijf gevestigd.

## Gebouw
Het betreft een eenbeukig bakstenen kerkgebouw onder zadeldak met naastgebouwde toren die een tentdak als spits heeft. De kerk heeft enige kenmerken van het art deco. De kerk is geklasseerd als gemeentelijk monument.